# Kriegsschule Kaunas

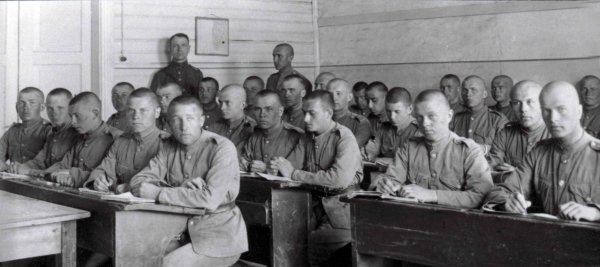
Vorlesung, 1925

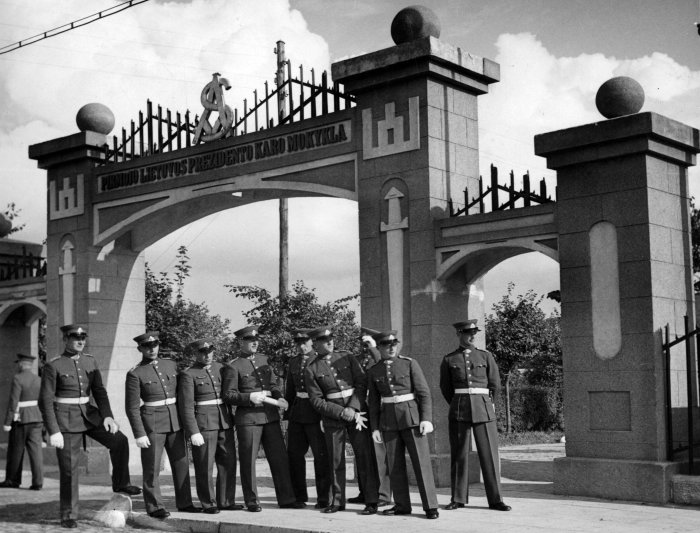
Schüler am Tor und Eingang

Die Kriegsschule Kaunas (lit. Kauno karo mokykla) war eine militärische Bildungseinrichtung von 1919 bis 1940 in der damaligen litauischen Hauptstadt Kaunas. Die Schule befand sich im Stadtteil Panemunė.

## Geschichte
Die Kriegsschule Kaunas wurde am 8. März 1919 geöffnet.
Im Juli 1919 wurde die Satzung der Kriegsschule bestätigt. Die Schulung dauerte am Anfang nur vier Monate. Unter der ersten 96 Absolventen am 6. Juli 1919 gab es sieben Unteroffiziere mit Recht auf Beförderung zu Offizieren.
1920 dauerte die Schulung ein Jahr, ab 1921 zwei und ab 1935 drei Jahre. 
Von 1919 bis 1920 gab es drei Absolventen-Reihen (434 Offiziere, davon 32 in der Luftfahrt). Bis 1940 gab es 21 Absolventen-Reihen.

## Leitung
| - 1919–1920: Jonas Galvydis-Bykauskas - 1920–1921: Pranas Tvaronas - 1921–1926: Jonas Galvydis-Bykauskas - 1926–1928: Pranas Kaunas - 1928–1930: Petras Jurgaitis | - 1930–1934: Jonas Jackus - 1934: Jonas Černius - 1934: Albinas Čepauskas - 1934–1939: Kazys Musteikis - 1939: Kazys Skučas - 1939–1940: Jonas Juodišius |

## Schüler
- Kazys Ambrozaitis (1911–2017), Röntgenologe und Professor
- Jonas Černius (1898–1977),  Brigadegeneral und Politiker, Premierminister
- Pranas Mažeika (1917–2010), Basketball-Spieler
- Jonas Mulokas (1907–1983), Architekt der Kriegsschule Kaunas
- Adolfas Ramanauskas (1918–1957), Brigadegeneral des litauischen Widerstandes
- Juozas Vitkus-Kazimieraitis (1901–1946), Oberst des litauischen Widerstandes
- Jonas Žemaitis-Vytautas (1909–1954), Oberbefehlshaber der Streitkräfte des litauischen Widerstandes, Brigadegeneral